# Campionato centramericano maschile di pallacanestro 2003
Il 18º Campionato dell'America Centrale e Caraibico Maschile di Pallacanestro FIBA (noto anche come FIBA Centrobasket 2003) si è svolto dal 17 giugno al 21 giugno 2003 a Culiacán in Messico. Il torneo è stato vinto dalla nazionale portoricana.
I FIBA Centrobasket sono una manifestazione contesa dalle squadre nazionali di Messico, Centro America e Caraibi, organizzata dalla CONCENCABA (Confederazione America Centrale e Caraibi), nell'ambito della FIBA Americas.

## Squadre partecipanti
- Antigua e Barbuda
- Bahamas
- Costa Rica
- Guatemala
- Isole Vergini Americane
- Messico
- Porto Rico
- Rep. Dominicana

## Classifica finale
| Pos | Squadra | V-P |
| --- | --- | --- |
|     | Porto Rico4 Ortiz, 5 Casiano, 6 E. Santiago, 7 Arroyo, 8 Apodaca, 9 Hatton, 10 Ayuso, 11 Látimer, 13 Fajardo, 14 Rivera, 15 D. Santiago, All. -                                     | 5-0 |
|     | Rep. Dominicana4 Ramírez, 5 Paniagua, 6 Flores, 7 Lalane, 8 Filión, 9 Western, 10 M. Martínez, 11 Payano, 12 Vargas, 13 Lenderborg, 14 J.C. Martínez, 15 Peterson, All. Héctor Báez | 3-2 |
|     | Messico4 Pedroza, 5 Parada, 6 Meza, 7 Llamas, 8 López, 9 Benítez, 10 Mariscal, 11 Quintero, 12 Ávila, 13 Zúñiga, 14 Rochín, 15 Crouse, All. Guillermo Vecchio                       | 4-1 |
| 4   | Isole Vergini Americane4 Brathwaite, 5 Sheppard, 6 Hodge, 7 Oliver, 8 Richards, 9 White, 10 Victor, 11 Bell, 12 Caesar, 13 Thomas, 14 Langellier, 15 Rhymer, All. Tevester Anderson | 2-3 |
| 5   | Bahamas4 Hall, 5 Smith, 6 Pierre, 7 Ferguson, 8 Lightbourne, 9 Knowles, 10 Joseph, 11 Stubbs, 12 Sweeting, 13 Collie, 14 Moss, 15 Cambridge, All. -                                 | 3-2 |
| 6   | Guatemala4 Aitkenhead, 5 R. Rodríguez, 6 Pastorio, 7 Samayoa, 8 Gillespie, 9 Barrios, 10 Ortiz, 11 H. Rodríguez, 12 Duarte, 13 Thompson, 14 Trigueño, 15 Morales, All. -            | 1-4 |
| 7   | Antigua e Barbuda4 Charles, 5 Lee, 6 McCoy, 7 N. Davis, 8 Joseph, 9 D. Davis, 10 Williams, 11 Samuel, 12 Matthew, 13 Barton, 14 Brazier, 15 M. Davis, All. -                        | 1-4 |
| 8   | Costa Rica4 Martínez, 5 Chavarría, 6 Barrantes, 7 Spencer, 8 McDougall, 9 Arias, 10 Robertson, 11 Planes, 12 Simmons, 13 Smith, 14 Milliner, 15 Gardener, All. -                    | 1-4 |